# Centrum of Excellence for Good Governance
Centrum of Excellence for Good Governance, z. s., je nevládní nezisková expertní organizace (think tank) usilující o prosazování konceptu a principů good governance v ČR. Zaměřuje se na výzkum, vzdělávání a „policy advocacy“ v oblasti dobré praxe při utváření a správě věcí veřejných v duchu demokraticko-právního státu. Think tank byl založen v roce 2012 a jeho předsedou je od počátku Lukáš Wagenknecht. Ve své činnosti se organizace nejvíce zaměřuje na vnitřní řídicí a kontrolní systém ve veřejné správě, boj proti korupci, státní službu, otevřená data a veřejné rozpočty. 
V roce 2017 think tank spustil aplikaci nad otevřenými daty „Dotační parazit“, která byla oceněna Fondem Otakara Motejla. Webová aplikace „Dotační parazit“ pracovala na vícezdrojové bázi, agregovala a zveřejňovala informace o příjemcích a poskytovatelích rozličných typů dotací a dalších veřejných podpor. Dne 14. 12. 2020 byl projekt ukončen.